# Krajišnik (Gradiška)
Krajišnik (szerbül: Крајишник), falu Gradiška községben, Bosznia-Hercegovinában, Bosanska krajina területén, a Szerb Köztársaságban. 

## Fekvése
Bosznia-Hercegovina északi részén, Banja Lukától légvonalban 32, közúton 38 km-re északra, községközpontjától légvonalban 11, közúton 13 km-re délkeletre, 97 méteres magasságban, a Lijevce polje síkságának középső részén fekszik. 

## Népessége
| Nemzetiségi csoport | Népesség 1991 | Népesség 2013 |
| ------------------- | ------------- | ------------- |
| Szerb               | 487           | 610           |
| Bosnyák             | 2             | 0             |
| Horvát              | 6             | 20            |
| Jugoszláv           | 30            | 1             |
| Egyéb               | 3             | 2             |
| Összesen            | 528           | 633           |

## Története
A település területe 1878-ig tartozott az Oszmán Birodalomhoz, ekkor a berlini kongresszus határozata alapján az Osztrák-Magyar Monarchia része lett. A monarchia szétesésével 1918-ban előbb a Szerb-Horvát-Szlovén Királyság, majd 1929-től a Jugoszláv Királyság része. Jugoszlávia megszállása után a Független Horvát Állam (NDH) része lett. A második világháborúban a településnek két halálos áldozata volt. 1945-től a szocialista Jugoszlávia része volt. Krajišnik neve hivatalosan csak az 1953-as népszámlálás után jelenik meg. A daytoni békeszerződést követő területfelosztásnál Bosanska Gradiška község részeként a Szerb Köztársaság területéhez került.

## Sport
FK Polet Krajišnik labdarúgóklub